# Josef Thaler
Josef Thaler (...) è un ex slittinista austriaco, campione mondiale nella specialità del doppio a Oslo 1955.

## Biografia
Attivo negli anni '50, ha gareggiato per la nazionale austriaca sia nella specialità del singolo che in quella del doppio, nella quale nel corso degli anni ha fatto coppia con Hans Krausner e Luis Posch. 
In carriera ha partecipato a diverse edizioni dei campionati mondiali, conquistando in totale due medaglie nell'edizione inaugurale di Oslo 1955. Nell'occasione vinse l'oro nel doppio con Hans Krausner e l'argento nel singolo.
Agli europei vanta invece una medaglia di bronzo vinta nel doppio a Imst 1956 con Luis Posch, edizione in cui si classificò inoltre sesto nella gara monoposto.

## Palmarès

### Mondiali
- 2 medaglie:
  - 1 oro (doppio a Oslo 1955);
  - 1 argento (singolo a Oslo 1955).

### Europei
- 1 medaglia:
  - 1 bronzo (singolo a Imst 1956).